# جمعه‌لر
جمعه‌لر (به لاتین: Cumalar) یک منطقه مسکونی در جمهوری آذربایجان است که در شهرستان بردع واقع شده است. جمعه‌لر ۵۸۱ نفر جمعیت دارد.